# St. Agatha (Agathazell)

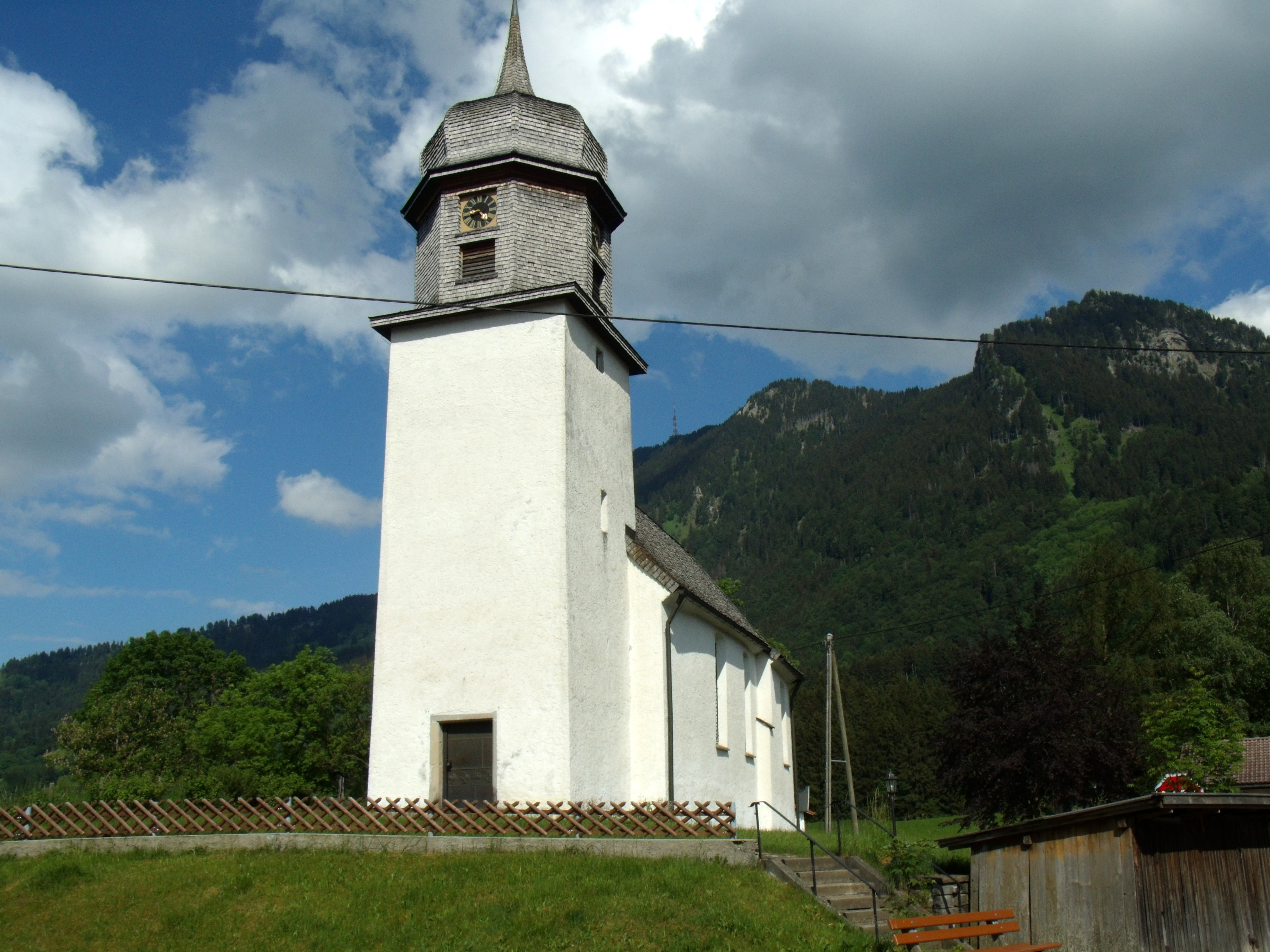
St. Agatha in Agathazell

Die römisch-katholische Filialkirche St. Agatha steht in Agathazell, einem Gemeindeteil von Burgberg im Allgäu im schwäbischen Landkreis Oberallgäu in Bayern. Das Bauwerk ist in der Liste der Baudenkmäler in Burgberg im Allgäu als Baudenkmal unter der Nr. D-7-80-118-10 eingetragen. Die Kirche gehört zur Pfarreiengemeinschaft Grünten im Dekanat Sonthofen des Bistums Augsburg.

## Beschreibung

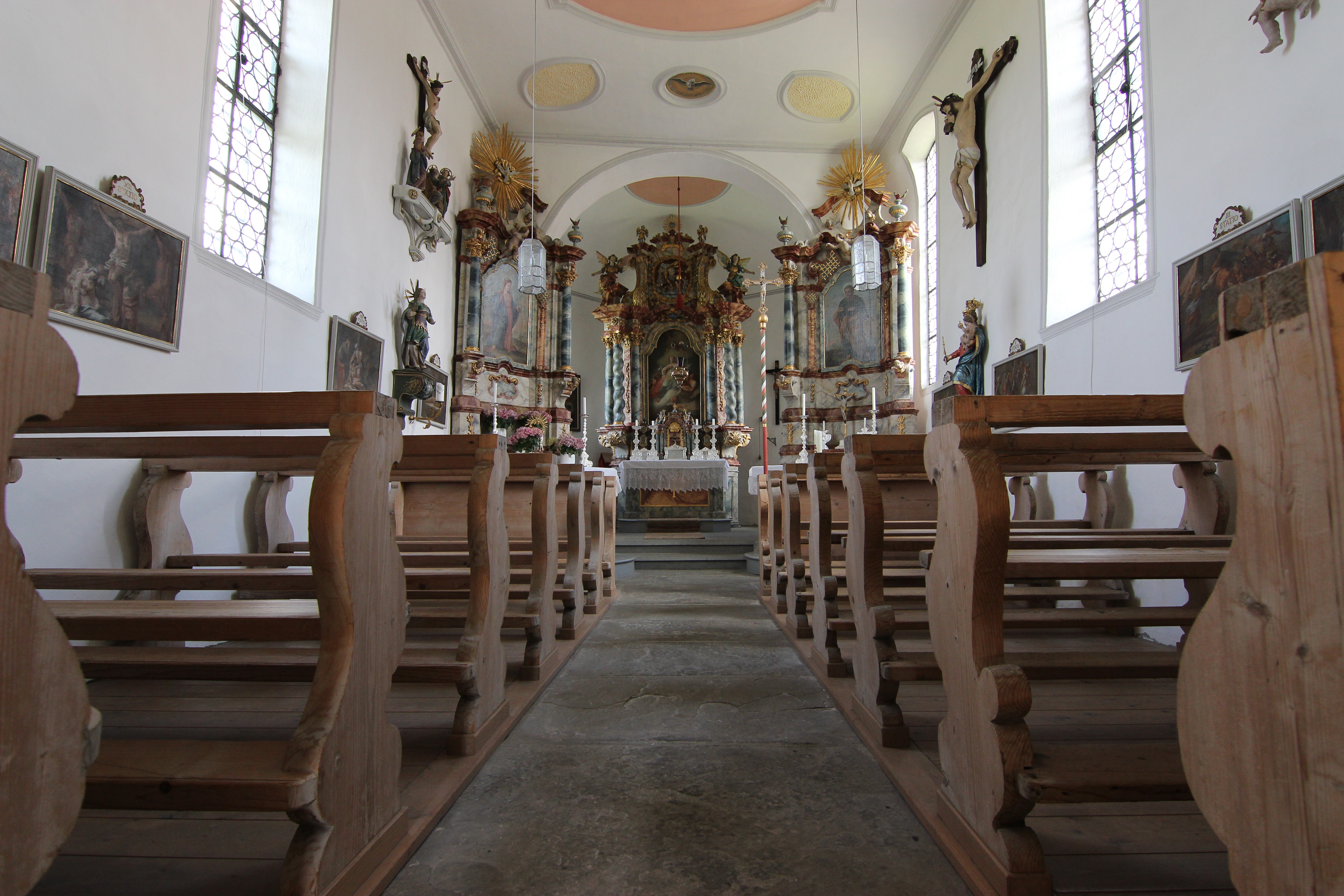
Blick zum Chor

Vom mittelalterlichen Vorgängerbau sind die unteren Geschosse des Kirchturms im Westen, das Langhaus und im Kern der leicht ausspringende, dreiseitig geschlossene Chor im Osten erhalten. Die Saalkirche wurde 1613 umgebaut. Der Kirchturm auf quadratischem Grundriss wurde 1667 mit einem achteckigen, schiefergedeckten Geschoss, das die Turmuhr und den Glockenstuhl beherbergt, aufgestockt und mit einer Zwiebelhaube bedeckt. 
Der Innenraum des Chors ist mit einem Tonnengewölbe überspannt, der des Langhauses mit einer Flachdecke. Die Untergeschosse des Kirchturms wurden als Vestibül in das Langhaus einbezogen. Das Altarretabel des Hochaltars schuf 1765 Franz Anton Weiß.